# Pierre-Alain Bertola
Pour les articles homonymes, voir Bertola.
Pierre-Alain Bertola, né le 17 août 1956 à Tannay et mort le 17 août 2012 à Nyon, est un artiste suisse qui a développé une œuvre autour du dessin. 
En parallèle, il a été aussi auteur de bandes dessinées, illustrateur d'œuvres littéraires, dessinateur de presse, affichiste, ainsi que scénographe pour l'opéra, le théâtre ou des musées.

## Biographie
Fils d'un père entrepreneur en maçonnerie, descendant d'immigrés italiens, et d'une mère née en Valais, Pierre-Alain Bertola passe son certificat d'études à Coppet. Après une première formation en architecture, il devient artiste et s'investit dans projets très variés, tout en exerçant comme graphiste et scénographe indépendant.
Il se fait d'abord remarquer comme bassiste sur la scène rock et ska genevoise des années 1980 en jouant avec divers groupes (Capricorn, The Gordini's, Monkey's Touch....) et réalisant les cinq premières affiches du Paleo Festival.
Avec le photographe Yves Bussard, il fonde le Collectif Unknown qui réalise diverses performances (réalisation de fresques grand format en public) pour des festivals de BD. Lauréat d'un concours BD, il publie ensuite deux bandes dessinées chez Futuropolis.
Sur l'invitation de Roger-Marcel Mayou, il se lance dans des expérimentations artistiques autour de ce médium et il exprime un style très personnel. Il est sélectionné par l'Office fédéral de la culture pour une exposition internationale sur le thème des nouvelles émergences dans la bande dessinée[réf. souhaitée].
Il se lance ensuite dans l'illustration de textes littéraires. Sa première réalisation est un texte inédit de Charles-Ferdinand Ramuz Le gros poisson du lac, et vaut à son éditrice, Francine Bouchet, La Joie de lire, de figurer au palmarès des plus beaux livres suisses de 1996.
En parallèle, il dessine pour la presse romande où son style très artistique est apprécié pour l'illustration des suppléments littéraires (Journal de Genève, Tribune de Genève, Le Temps...). Il collabore très régulièrement avec Jérôme Bontron, graphiste genevois, pour lequel il crée des visuels pour des plaquettes d'entreprises (Rolex), des affiches ou dépliants (Château de Chillon). Il gagne un concours pour une campagne nationale en créant le concept et le visuel Velo Love.
Avec Bernard Garo, peintre, et Pierre Golay, sculpteur, il fonde le Collectif Urgences afin d'organiser des expositions d'art contemporain. Ce collectif contribue, en duo ou en trio, à une dizaine d'expositions, avec l'organisation d’Ecran Total, une collective réunissant 24 artistes.

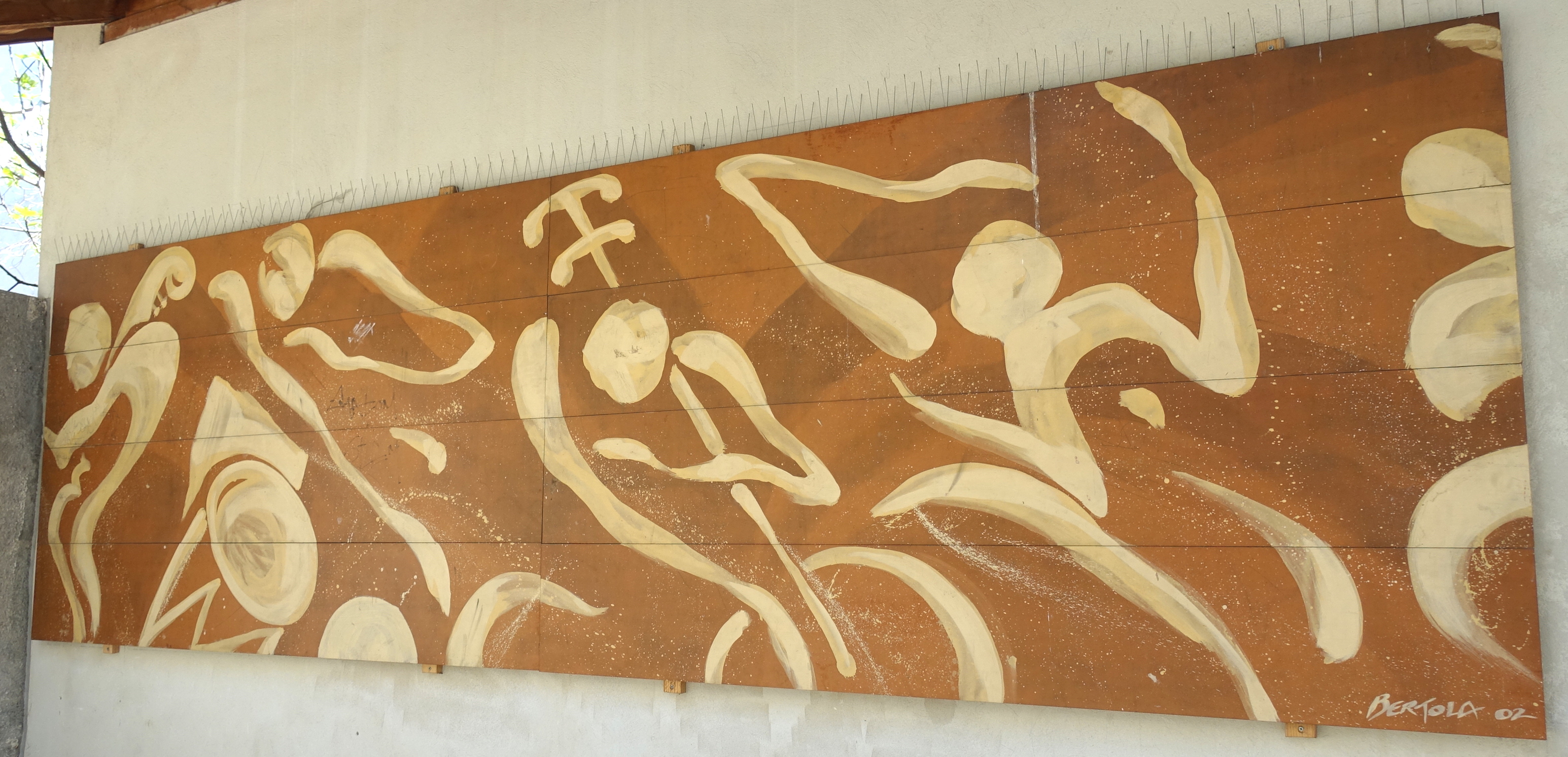
Fresque pour les Ateliers d’ethnomusicologie, 2002.

Invité à réaliser des dessins de grand format pour illustrer le texte de Michel Foucault, Surveiller et punir, par Bernard Crettaz, conservateur au musée d'ethnographie de Genève, il s'intéresse ensuite à la scénographie d'exposition, en travaillant pour divers musées suisses. Avec la réalisation de fresques, il associe ses talents artistiques à ses compétences architecturales ou graphiques. Les scénographies deviennent sa principale source de revenus.
De 2001 à 2002, il collabore à l'élaboration de l'exposition nationale suisse, Expo 02. Avec l'écrivain Eugène, il réalise la série des Oracles et participe à la création de la mascotte Lili.
En 2005, sur l'invitation de Valeri Guerguiev, le metteur en scène français Alain Maratrat fait appel à lui pour réaliser la scénographie (set design) et la ligne graphique d'opéras pour le Théâtre Mariinsky. Leur premier opéra, Il viaggio a Reims, reçoit le prix du meilleur opéra russe en 2005 et leur version de La Flûte enchantée a dépassé les 11 000 spectateurs[réf. souhaitée]. En parallèle, Bertola s'occupe de la ligne graphique et de la scénographie du château de Nyon après sa rénovation en 2006. À la demande de Vincent Lieber, il redessine d'après des originaux du XVIIIe siècle des papiers peints, imprimés en sérigraphie (18 et 24 passages) par Christian Humbert-Droz. Il est invité par Charles Bonnet à l'accompagner au Soudan pour imaginer la scénographie des statues des pharaons noirs exposés à Kerma au Soudan.
C'est aussi à cette époque qu'il crée le concept d’Atelier Éphémère, afin de trouver un bref instant dans son existence professionnelle pour pouvoir se consacrer uniquement à la pratique du dessin artistique. Il y expérimente diverses techniques, tout en restant principalement fidèle au support papier. Il réalise cinq de ces ateliers, investissant divers lieux industriels inoccupés ou utilisant son espace privé (studio Bertola). Avec Bernard Garo, il réalise aussi des performances publiques autour du dessin.
En 2009, il renoue avec la bande dessinée en publiant chez Delcourt la première adaptation en bande dessinée du roman Des souris et des hommes de John Steinbeck, adaptation sur laquelle il travaille depuis 1990, et pour laquelle une dizaine d'années a été nécessaire à l'obtention des droits. Il est invité à exposer la totalité des planches par le National Steinbeck Center et à réaliser divers ateliers lors du 31e Steinbeck Festival. L'édition espagnole De Ratones y Hombres est publiée par Norma Editorial en 2012.
Il décède d'une crise cardiaque le jour de ses 56 ans.
En 2015, la Fondation Jan Michalski pour l'écriture et la littérature consacre une rétrospective à son œuvre dessinée en relation avec la littérature, exposant ses dessins inspirés par William Shakespeare, Charles Ferdinand Ramuz, Eugène, John Steinbeck, Cormac McCarthy, Henrik Ibsen, Friedrich Dürrenmatt, Mary Shelley ou encore Le Mahabharata. En 2016, c'est au tour de la Fondation Martin Bodmer de présenter le travail original de Bertola en relation avec Frankenstein. En 2018, ses dessins sont exposés à la Pierpont Morgan Library and Museum de New York.

## Œuvres

### Bande dessinée
- 1988 : Colonel Bauer (texte et dessin), éd. Futuropolis Gallimard, Paris
- 1990 : Les Sept couleurs du noir (texte et dessin), éd. Futuropolis Gallimard, Paris
- 2009 : Des souris et des hommes, d'après John Steinbeck, éd. Delcourt, Paris[5]
- De 1988 à 2009, contributions diverses dans albums collectifs.
- 2010 : projet inachevé d'une bande dessinée Frankenstein, avec Patrick Mallet

### Illustration
- 1996 : Le gros poisson du lac, texte Charles Ferdinand Ramuz, éd. La Joie de lire, Genève
- 1997 : Hector, texte Henry Thiel, éd. La Joie de lire, Genève
- 1998 : Dernière saison, dernier enfer, texte de Daniel Varenne, éd. Desmoures, Lausanne
- 1998 : La Mort à vivre, texte de Eugène, éd. La Joie de lire, Genève[6]
- 2001 : Lili et le monde de l'ambre, texte d'Eugène, éd Expo02 et Coopzeitung, Bâle
- 2003 : Pamukalie, pays fabuleux, texte d'Eugène, éd. Autrement, Paris
- 2004 : Voyage au pays du goulag, texte de Vladimir Doukelski, éd. Musée d'ethnographie de Genève

### Dessin de presse
- 1991 à 1998 : Journal de Genève
- 1990 à 1992 : La Tribune de Genève.
- 1998 à 2012 : Le Temps.

### Affiches (sélection)
- 1977 à 1981 : Paleo Folk Festival
- 1997 : concept Vélo Love pour campagne nationale

### Scénographie pour musées
- Musée national suisse - Château de Prangins, Zürich et Schwitz
- Musée d'ethnographie de Genève
- Musée international de la Croix-Rouge et du Croissant-Rouge
- Musée du Léman, Musée romain, Château de Nyon, Nyon
- Maison d'Ailleurs, Yverdon
- Musée des Pharaons noirs (2009) à Kerma (Soudan)

### Opéra
- 2005 : Opéra Il viaggio a Reims de Gioachino Rossini, Théâtre Mariinsky, Saint-Pétersbourg (Russie), mise en scène Alain Maratrat, costume Mireille Dessingy
- 2006 : Opéra L'amour des trois oranges, Théâtre Mariinsky, Saint-Pétersbourg (Russie), mise en scène Alain Maratrat, costume Mireille Dessingy
- 2008 : Opéra La Flûte enchantée de W.-A. Mozart, Théâtre Mariinsky, Saint-Pétersbourg (Russie), mise en scène Alain Maratrat, costume Mireille Dessingy
- Inachevé : Projet d'opéra Peer Gynt (non réalisé), Théâtre Mariinsky, Saint-Pétersbourg (Russie), mise en scène Alain Maratrat, costume Mireille Dessingy

## Expositions (sélection)
- 1986 : fresque pour le Festival BD de Saint-Quentin
- 1988 : fresque pour le Festival BD de Sierre
- 1991 : Voyage en Utopie, avec le photographe Yves Bussard, Festival BD de Sierre et Maison d'Ailleurs, Yverdon
- 1991 : Red Cross Rap, Musée international de la Croix-Rouge et du Croissant-Rouge, Genève
- 1992 : La nuit d'une rêveuse, inauguration du siège de l'UBS, Genève
- 1993 : Entre chiens et loups, Halle de l'Île, Genève, et Galerie Papiers Gras, Genève
- 1995 : La métamorphose, in Magie Noire, Galerie Rivolta, Lausanne
- 1995 : Hommage à l'état sauvage, inauguration de l'Usine à Gaz, Nyon
- 1996 : Le gros poisson du lac, Galerie Papiers Gras, Genève
- 1996 et 1997 : Télévision, in XXe comics Nouvelles émergences de la bande dessinée suisse, exposition présentée à l'Antichambre, Genève, puis au Centre culturel suisse, Paris (France), Kunsthaus, Langenthal, Galerie Im Amtshimmel, Baden-Baden (Allemagne)
- 1996 et 1997 : Les chiens, in Écran Total, Musée du Léman et Piscine de Nyon, Nyon
- 1997 : Les fers du paradis, d'après Michel Foucault, Surveiller et Punir, Musée d'ethnographie de Genève et Clinique Belle-Idée, Genève
- 1998 : Journal de Genève, dessins de presse, avec Simon Tschopp, Galerie Papiers Gras, Genève
- 1998 : Dernière saison, dernier enfer, avec Daniel Varenne, Galerie Papiers Gras, Genève
- 1999 : Art and Craft, Château de Nyon, Nyon
- 1999 : Mort à vivre, Musée d'ethnographie de Genève, Annexe de Conches, Genève
- 2002 : Corps à corps, Galerie Edouard Roch, Ballens
- 2005 : Au cœur du Mariinsky, foyer du Théâtre du Châtelet, Paris (France)
- 2005 : Papiers peints, Château de Nyon, Nyon
- 2009 : performance avec Bernard Garo, in Wasser, Wind und Stahl, Théâtre Dijon Bourgogne, Festival de la Cité, Usine à Gaz Nyon
- 2009 : Eau, vent, acier, avec Bernard Garo, Galerie d'art Junod, Nyon
- 2009 : Expériences, avec Bernard Garo, Galerie d'art Junod, Nyon
- 2010 : Aléatoire XI, Galerie Papiers Gras, Genève
- 2010 : Les sept couleurs du noir, in Archi & BD La Ville dessinée, Cité de l'architecture et du patrimoine, Paris (France)
- 2010 : L'atelier de la Créature, Festival Impressions d'Europe, La Suisse invitée d'honneur, Le Lieu unique, Nantes (France)
- 2011 : Des souris et des hommes, in Décor, Design et Industrie, Musée d'Art et d'Histoire, Genève
- 2011 : Of Mice and Men, National Steinbeck Center, Salinas, Californie, (USA)
- 2011 : Frankenstein, Château de Coppet, Coppet
- 2012 : Mon Rousseau à moi, Salon international du livre et de la presse, Genève
- 2014 : Des hommes et la forêt, Château de Nyon, Nyon
- 2015 : Les sept couleurs du noir, in Architecture in Comic-Strip Form, Nasjonalmuseet (Musée National), Oslo (Norvège)
- 2015 : Pierre-Alain Bertola Ecritures Graphiques, (rétrospective), Fondation Jan Michalski pour l'écriture et la littérature, Montricher
- 2016 : Immortelle la Créature, in Frankenstein né des ténèbres, Fondation Martin Bodmer, Cologny
- 2016 : Pierre-Alain Bertola Dessins de presse, (rétrospective), Maison du Dessin de Presse, Morges
- 2006, 2007, 2009, 2011, 2012 : Ateliers Ephémères I à V, expositions de dessins dans des lieux de travail industriels ou privés.

## Prix
- 1984 : Prix du Concours de BD de la Ville de Genève pour la bande dessinée Looser publiée dans L'Illustré
- 1988 : Prix Grelot (Sélection Premier Talent), Festival de BD de Sierre
- 1996 : Prix Les plus beaux livres suisses pour Le gros poisson du lac, éd. La Joie de lire, décerné par l'Office fédéral de la culture
- 2005 : Prix du meilleur opéra russe pour Il viaggio a Reims produit par le Théâtre Mariinsky
- 2011 : Mérite artistique RégionNyon « pour l'ensemble de sa carrière et sa contribution au rayonnement de la région de Nyon »